# Heptacyclus virgatus
Heptacyclus virgatus is een ringworm uit de familie van de Piscicolidae. De wetenschappelijke naam van de soort is voor het eerst geldig gepubliceerd in 1910 door Oka.